# Jean-Jacob Bicep
Jean-Jacob Bicep (ur. 23 czerwca 1965 w Le Moule) – francuski polityk pochodzący z Gwadelupy, samorządowiec, poseł do Parlamentu Europejskiego VII kadencji.

## Życiorys
Z wykształcenia geograf. Studiował także prawo na Université des Antilles et de la Guyane, osiedlił się następnie w Paryżu. Został pracownikiem autonomicznego zarządu transportu paryskiego. Zaangażował się w działalność polityczną w ramach ruchu zielonych (w 2010 dołączył do ugrupowania Europa Ekologia – Zieloni, w którym został pełnomocnikiem krajowym ds. terytoriów pozaeuropejskich). Objął także stanowisko zastępcy mera 20. dzielnicy Paryża (zajmował je do 2012).
W 2009 z ramienia ugrupowania Europa-Ekologia kandydował w wyborach do Parlamentu Europejskiego. Gdy w 2012 Pascal Canfin objął stanowisko rządowe, Jean-Jacob Bicep wszedł za niego w skład Parlamentu Europejskiego VII kadencji. Przystąpił do grupy Zielonych i Wolnego Sojuszu Europejskiego. 2 maja 2014 utracił mandat w związku z ponownym jego objęciem przez Pascala Canfina.